# Dudley Benjafield

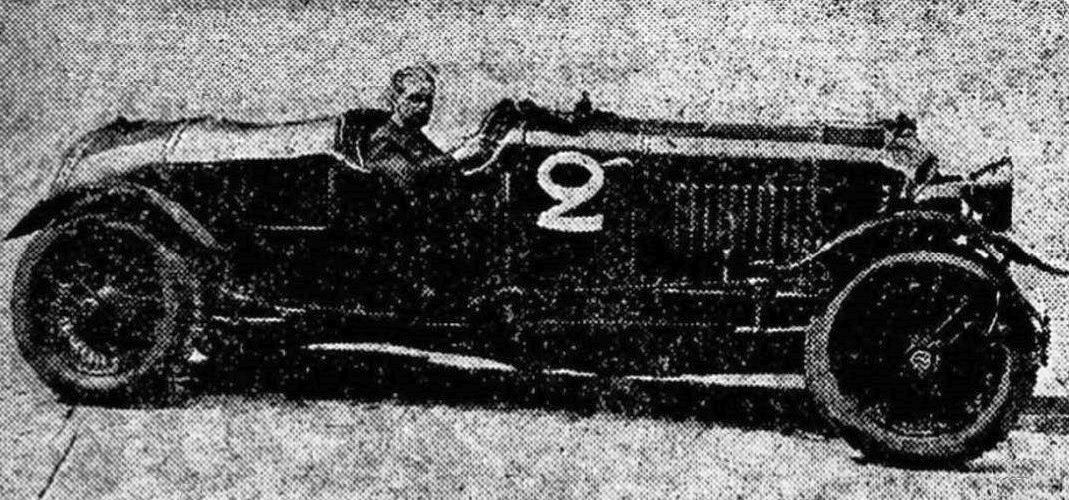
Bentley 4½ Litre numéro 2 de Benjafeld et Clement aux 24 Heures du Mans 1928.

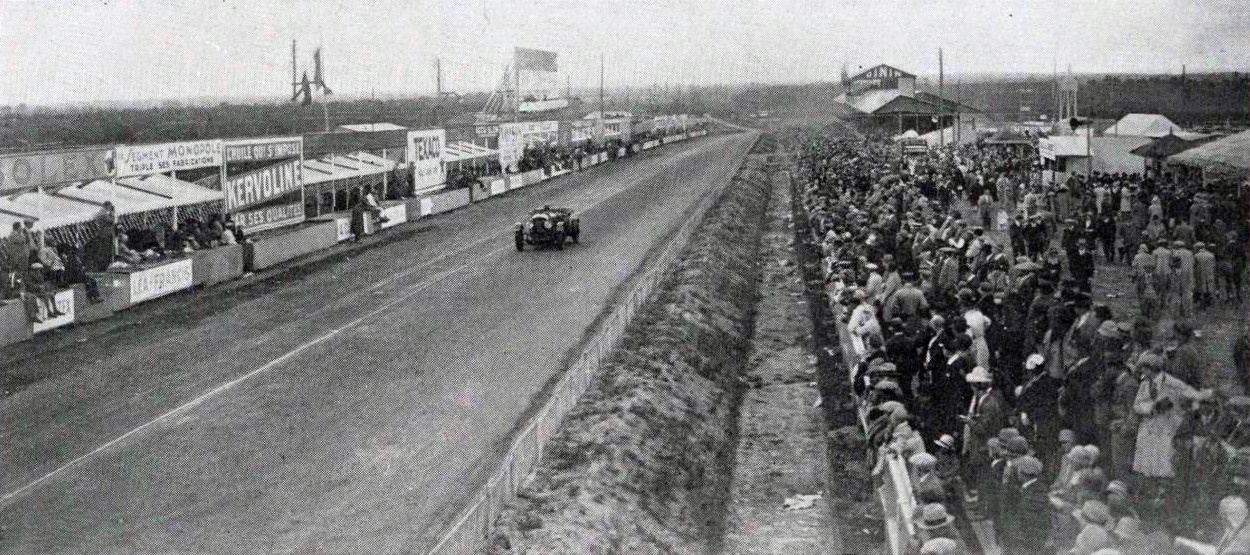
Les 24 Heures du Mans 1929 (Bentley de Dudley Benjafield et André d'Erlanger).

Dudley Benjafield, né le 6 août 1887 à Edmonton et mort le 20 janvier 1957, est un pilote automobile britannique et l'un des Bentley Boys. 

## Biographie
Il étudie à l'université de Londres et obtient son doctorat en 1912 à l'University College Hospital (en bactériologie). Il sert ensuite en Égypte durant la Première Guerre mondiale et ultérieurement il met ses connaissances à profit dans la lutte contre la grande épidémie de grippe de 1918-1919.
Navigateur de plaisance accompli, il commence la compétition automobile en 1924 en s'offrant une Bentley 3 Litre à la suite de la destruction accidentelle de son bateau. Constatant alors son talent, le fondateur de la marque Walter Owen Bentley lui proposa l'année suivante de courir sur des véhicules officiels. 
En 1927, il remporta les 24 Heures du Mans sur une Bentley 3 Litre Super Sport (dite Old no 7) avec Sammy Davis, pour sept participations à l'épreuve mancelle entre 1925 et 1935 (dont six consécutives sur Bentley de 1925 à 1930, troisième en 1929 avec le baron André d'Erlanger sur une 4½ Litre). La voiture de 1927, quoique gravement endommagées à la nuit tombante à Maison Blanche (avec perte en quelques secondes de deux autres véhicules Bentley), put néanmoins regagner son stand et être réparée, pour finalement remporter l'épreuve malgré tout.
Benjafield termina également deuxième des 500 Miles de Brooklands en 1930 avec une Bentley Blower de l'Honorable Dorothy Paget, puis troisième en 1934 à bord d'une MG K3 Magnette, ayant fini antérieurement quatrième des 6 Heures de Brooklands en 1929 et, sixième en 1928. Il participa aussi à l'Eyreann Cup du Grand Prix d'Irlande en 1929 sur Alfa Romeo 6C 1750 SS (sixième alors).
Pilote de course jusqu'en 1936, il créa ensuite le British Racing Drivers' Club.

## Galerie d'images

La Bentley 3 Litres utilisée au Mans en 1925 par l'équipage Benjafield / Herbert Kensington Moir (abandon)
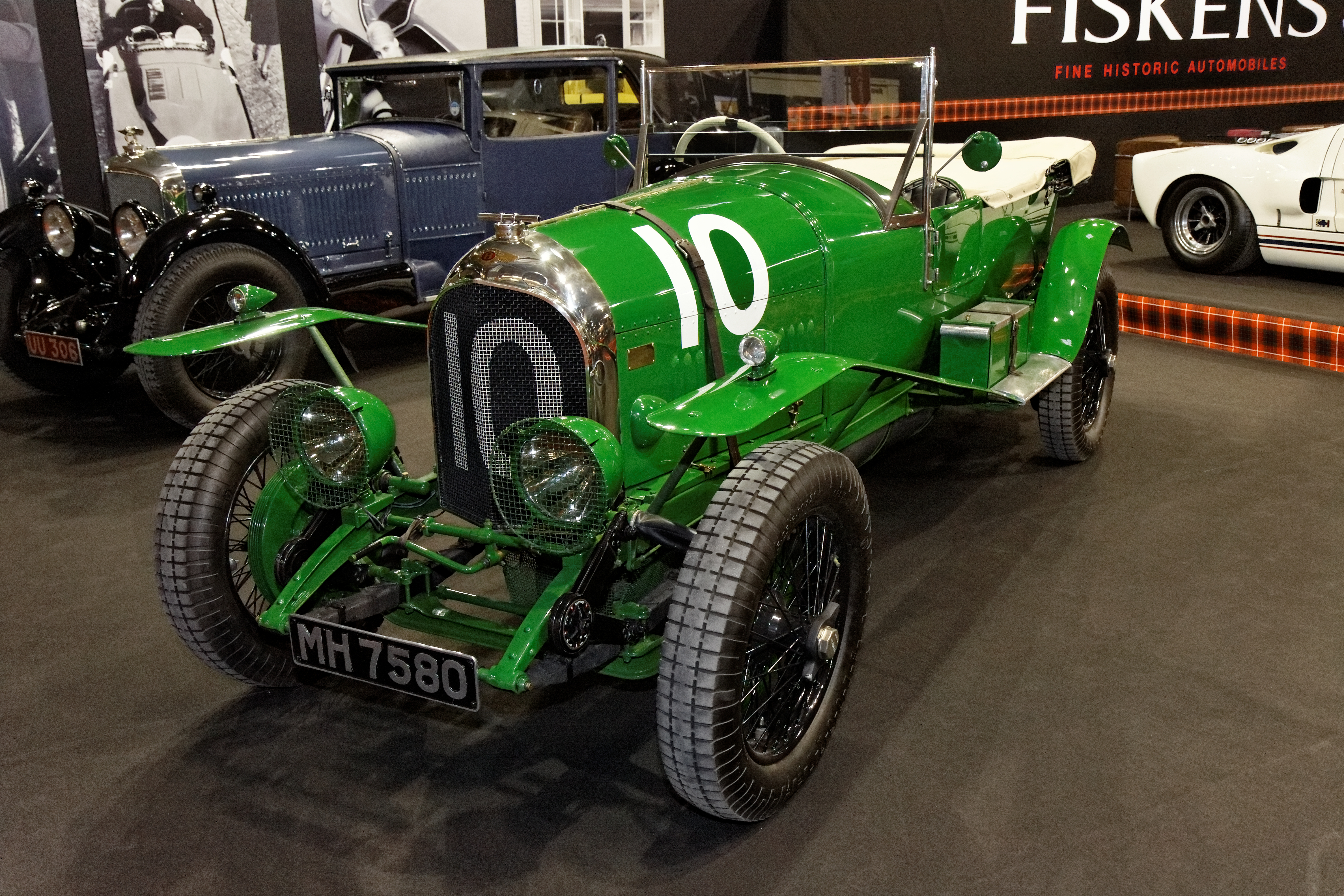
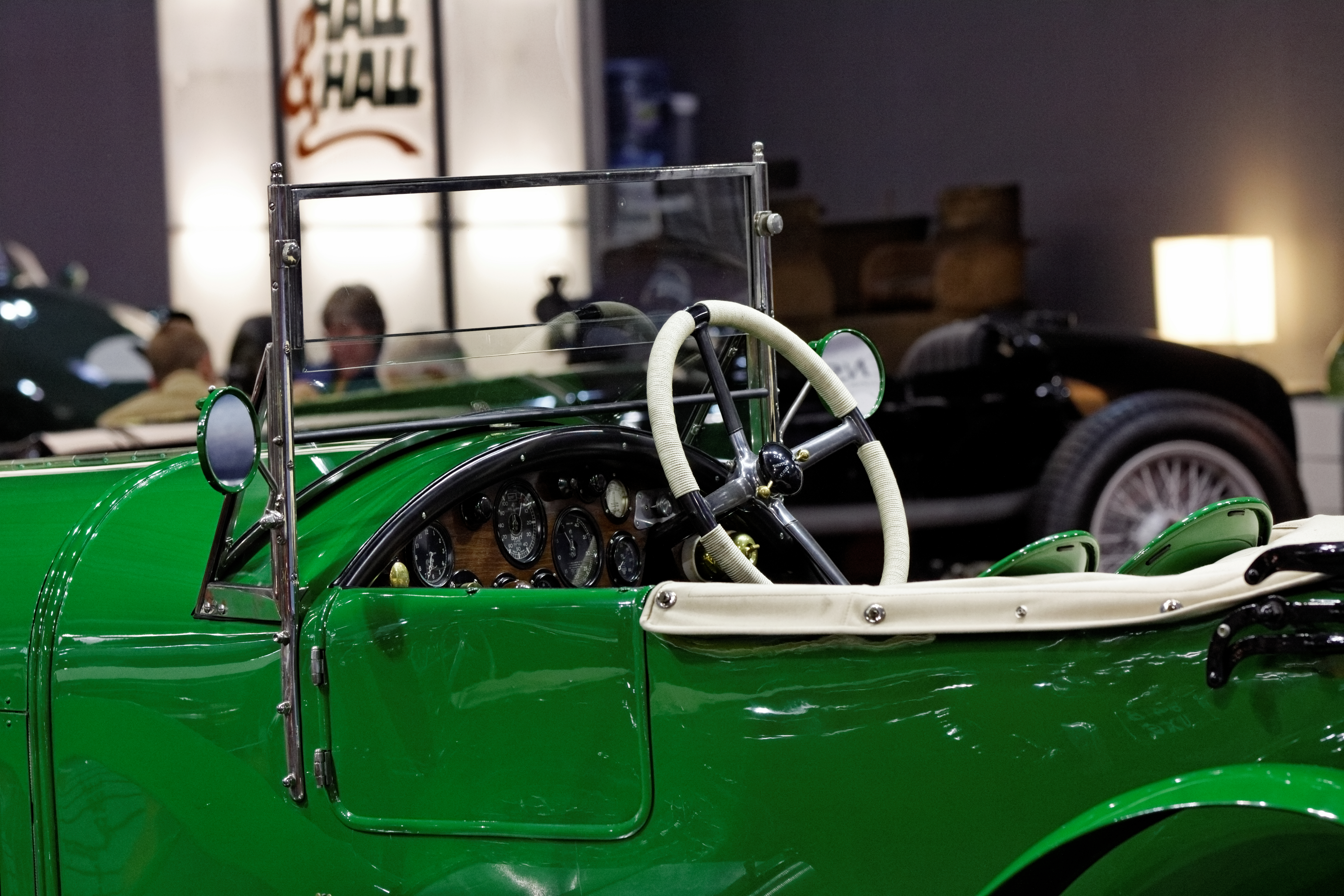
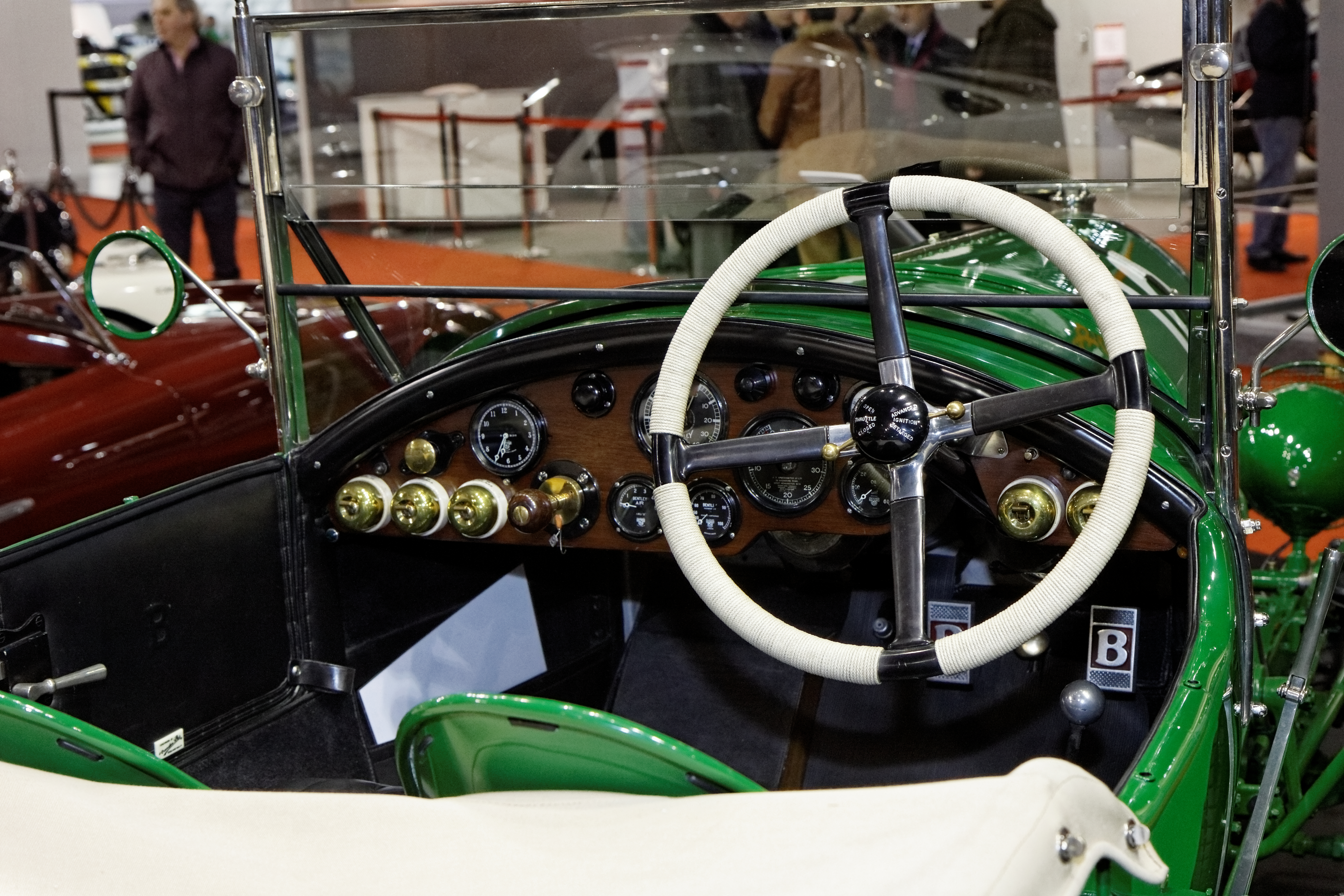
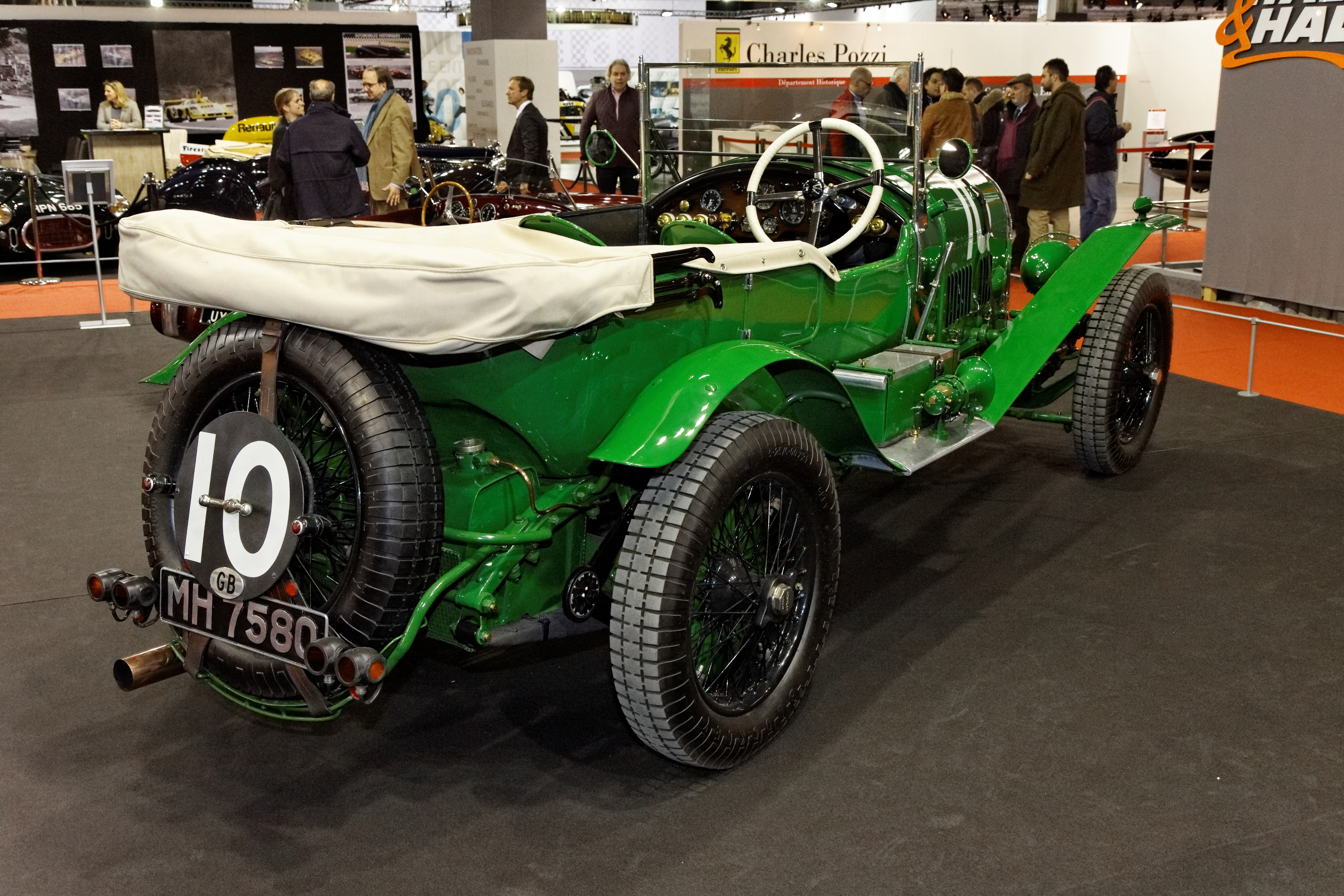

… et la Bentley 4½ Litre de Benjafield troisième de l'édition 1929
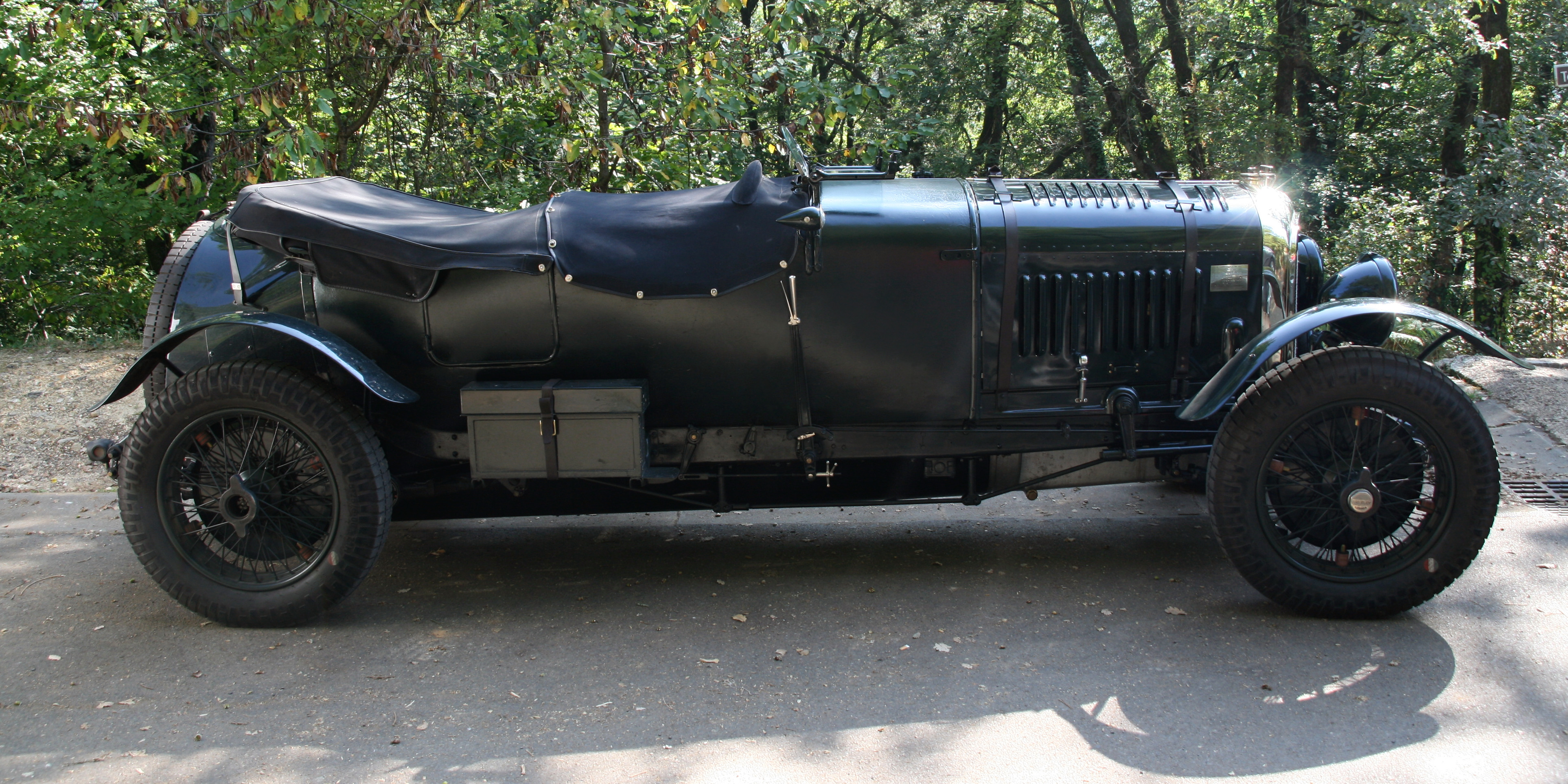
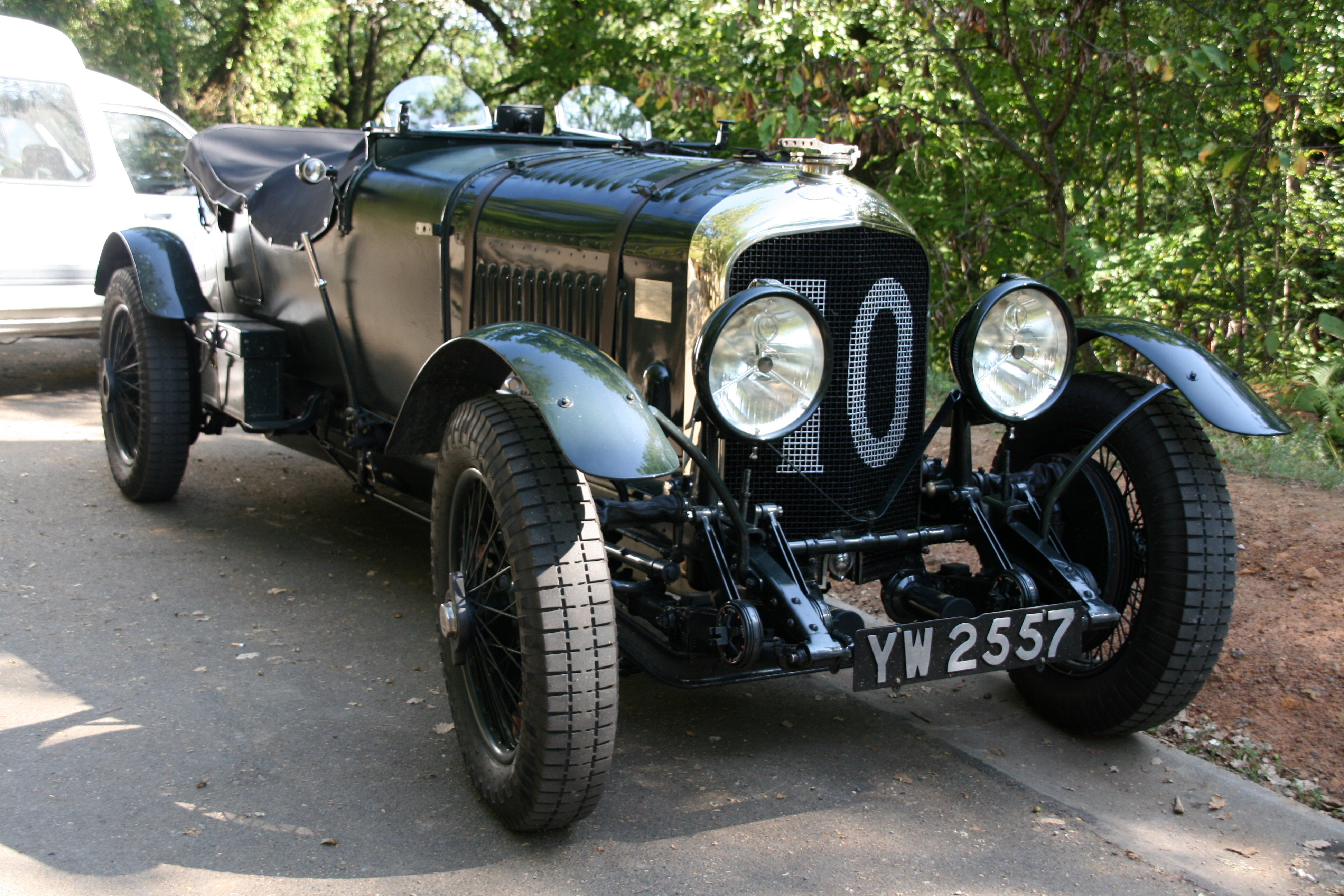
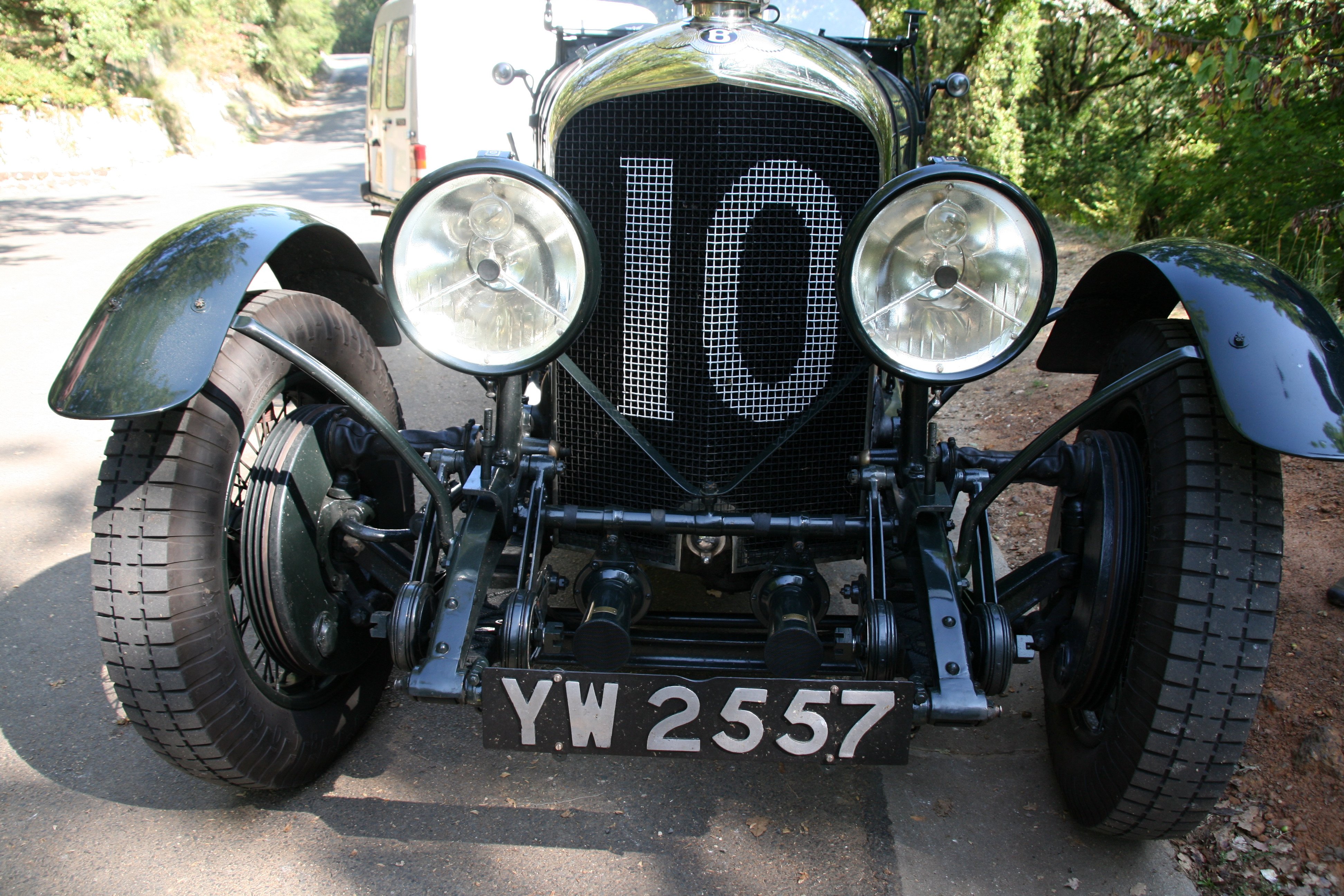
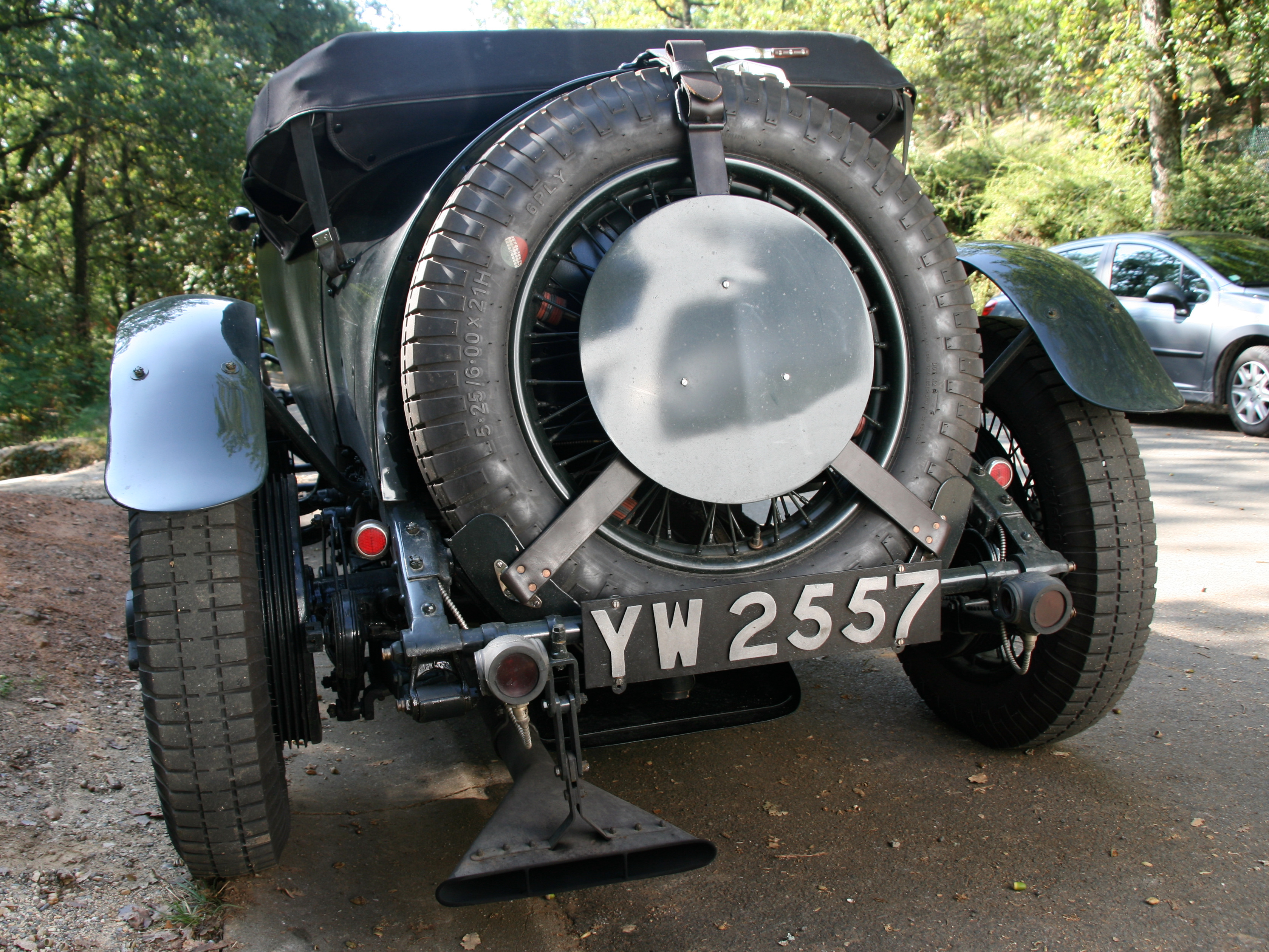